# Banque française pour le commerce et l'industrie
La Banque française pour le commerce et l'industrie (BFCI) a été fondé en 1901 par la fusion de plusieurs banques existantes, sous l'égide de l'État. C'est l'une des composantes de ce qui deviendra la Banque nationale de Paris (BNP), via une autre fusion, en 1922.

## Histoire

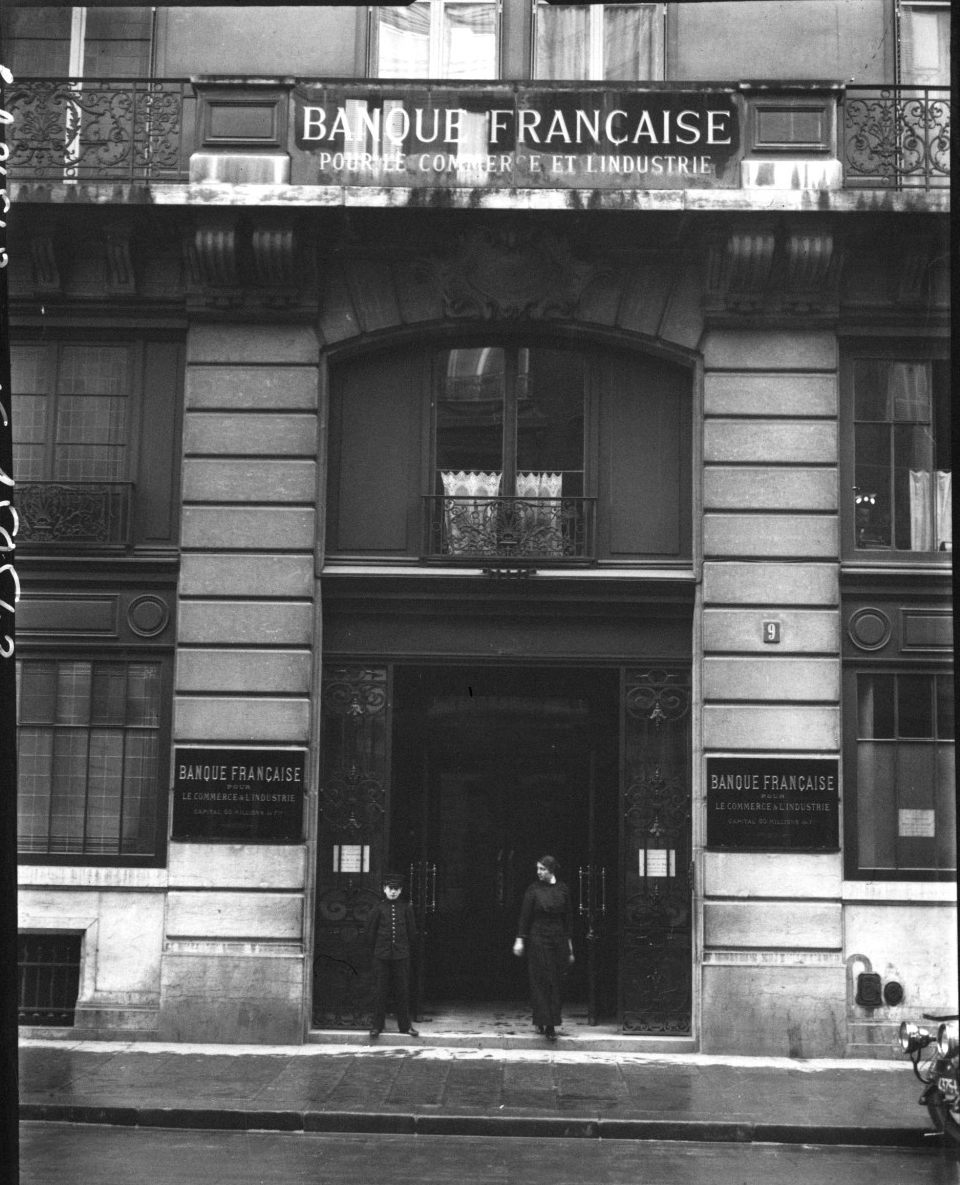
Entrée de la banque au 9, rue Boudreau

### La fusion de 1901
Appelée aussi « Banque de Rouvier », la Banque française pour le commerce et l'industrie, créée en juin 1901, affirme dès ses origines, sa vocation internationale. Son capital est de 60 millions de francs. Elle est le résultat de la fusion entre la Banque internationale de Paris, ex-Banque d'Égypte, et la Banque française d'Afrique du Sud, qui apportent chacune 20 millions de francs. Les 20 millions de francs restant sont apportés par d'autres associés. Le nouvel établissement est dirigé par Ernest May. La fusion s'opère sous le pilotage de Maurice Rouvier, qui deviendra ministre des Finances l'année suivante, en 1902, tout en restant à la tête de la BFCI.

### La vocation initiale
La nouvelle banque a comme principal champ d'activité la Turquie et le Brésil, mais récupère aussi les participations industrielles de la Banque française d'Afrique du Sud, qui a contribué au développement de la Compagnie générale d'électricité, créé un peu avant elle, en 1888, et qui profite de l'exceptionnelle croissance de l'industrie électrique dans les années 1920. 
La BFCI est censée stimuler les entreprises françaises, mais la presse nationaliste y voit plutôt un soutien financier au mouvement politique de Maurice Rouvier et le ministre des finances Joseph Caillaux.

### La fusion de 1922, vers la BNP
La Banque française pour le commerce et l'Industrie a fusionné en 1922 avec la Banque nationale de crédit (BNC) créée le 25 juin 1913 pour reprendre l'activité du réseau français du Comptoir national d'escompte de Mulhouse. La BNC apporte son réseau de collecte et la BFCI son portefeuille d'affaires.
Entre 1913 et 1920, la BNC avait elle-même absorbé une trentaine d'établissements de crédit locaux et régionaux, tels la Banque du Midi, le Crédit du Centre, le Crédit du Sud-Ouest, la Banque de Nancy ou la Banque de Metz, un empire de 442 agences, dont 188 succursales. Les opérations d'escompte constituent la moitié de ses opérations et la banque contribue activement au financement des dépenses publiques, en particulier dans le cadre de l'effort de guerre.